# Mùa bão Tây Bắc Thái Bình Dương 1973
Mùa bão Tây Bắc Thái Bình Dương 1973 không có giới hạn chính thức; nó diễn ra trong suốt năm 1973, nhưng hầu hết các xoáy thuận nhiệt đới có xu hướng hình thành trên Tây Bắc Thái Bình Dương trong khoảng giữa tháng 5 và tháng 11. Những thời điểm quy ước phân định khoảng thời gian tập trung hầu hết số lượng xoáy thuận nhiệt đới hình thành mỗi năm ở Tây Bắc Thái Bình Dương.
Phạm vi của bài viết này chỉ giới hạn ở Thái Bình Dương, khu vực nằm ở phía Bắc xích đạo và phía Tây đường đổi ngày quốc tế. Những cơn bão hình thành ở khu vực phía Đông đường đổi ngày quốc tế và phía Bắc xích đạo thuộc về mùa bão Đông Bắc Thái Bình Dương 1973. Bão nhiệt đới hình thành ở toàn bộ khu vực Tây Bắc Thái Bình Dương sẽ được đặt tên bởi Trung tâm Cảnh báo Bão Liên hợp  JTWC . Áp thấp nhiệt đới ở khu vực này sẽ có thêm hậu tố "W" phía sau số thứ tự của chúng. Áp thấp nhiệt đới trở lên hình thành hoặc đi vào khu vực mà Philippines theo dõi cũng sẽ được đặt tên bởi Cục quản lý Thiên văn, Địa vật lý và Khí quyển Philippines  PAGASA . Đó là lý do khiến cho nhiều trường hợp, một cơn bão có hai tên gọi khác nhau.
Tại Việt Nam, trong điều kiện chuyển pha từ El Nino sang La Nina, mùa bão năm 1973 được xem là mùa bão hoạt động mạnh ở Bắc biển Đông và Bắc Bộ. Đặc biệt, từ ngày 22 tháng 8 đến ngày 14 tháng 9 năm 1973, đã có 4 cơn bão và 1 áp thấp nhiệt đới (Joan (ATNĐ tháng VIII), Kate (số 5), bão số 6, Louise (số 7), Marge (số 8)) đánh liên tiếp vào khu vực từ Quảng Ninh đến phía Bắc Thanh Hóa gây thiệt hại nặng nề cho các tỉnh Bắc Bộ và Bắc Trung Bộ trong khi các khu vực này đang phải khắc phục hậu quả các cuộc ném bom của Mỹ trong Chiến tranh Việt Nam. Những cơn bão này trút một lượng mưa rất lớn lên đến 900-1100mm tại nhiều nơi ở Bắc Bộ và Bắc Trung Bộ, trong đó Vinh (Nghệ An) nằm rìa Nam các cơn bão mưa lên tới trên 1600mm, nhiều trạm ở Bắc Bộ có tổng lượng mưa tháng 9/1973 đạt kỷ lục lịch sử. Kết hợp với gió bão mạnh (bão số 5-7-8 đều cấp 11-12 khi đổ bộ) đã gây thiệt hại nặng về mùa màng và sản xuất với các tỉnh miền Bắc cũng như Việt Nam Dân chủ Cộng hòa thời điểm đó.

## Các cơn bão
Có 25 áp thấp nhiệt đới hình thành trong năm trên Tây Bắc Thái Bình Dương, 21 trong số chúng trở thành những cơn bão nhiệt đới, 12 đạt cường độ bão cuồng phong và 3 đạt cường độ siêu bão.

### Bão Anita (bão số 2)
Bão Anita đổ bộ Vinh, Nghệ An ngày 9/7/1973, mở đầu mùa bão 1973 khốc liệt ở Việt Nam.

### Bão Billie (Bining)
Bão nhiệt đới Billie đã phát triển trong ngày 12 tháng 7 trên vùng biển phía Đông Philippines, mạnh lên nhanh chóng trong ngày 14 và sang ngày 15 nó trở thành một siêu bão với vận tốc gió 150 dặm/giờ (240 km/giờ). Di chuyển lên phía Bắc, cường độ của nó biến động thất thường trong 3 ngày tiếp theo. Sau đó một áp cao cận nhiệt hình thành trên khu vực biển Nhật Bản đã buộc Billie di chuyển theo hướng Tây Bắc, lúc này nó suy yếu đi nhiều, xuống còn bão nhiệt đới trong ngày 18 và áp thấp nhiệt đới trong ngày 19 khi nó đi qua vùng Đông Bắc Trung Quốc. Cơn bão tan vào ngày 20 tháng 7.

### Bão Dot (bão số 3)
Bão Dot đã tấn công Hong Kong, đem đến những cơn gió duy trì ở cấp độ bão nhiệt đới và khiến một người thiệt mạng.

### Bão nhiệt đới Joan (Elang) (ATNĐ tháng VIII)
Bão Joan đi vào biển Đông chỉ còn là ATNĐ, di chuyển nhanh theo hướng Tây Tây Nam đổ bộ Nam Ninh Bình, Bắc Thanh Hóa (vùng tâm đi vào Bắc Thanh Hóa) tối 22/8/1973, mở màn chuỗi mưa bão dồn dập ở miền Bắc Việt Nam.

### Bão nhiệt đới Kate(bão số 5)
Xoáy thuận đầu tiên trong chuỗi bão dồn dập ở Bắc Bộ cuối tháng 8 năm 1973, đổ bộ vào Nam Định, Thái Bình ngày 26/8/1973. Đây là 1 trong 3 cơn bão rất mạnh đổ bộ miền Bắc trong chuỗi bão dồn dập này.

### Áp thấp nhiệt đới 14W(bão số 6)
Bão số 6 đổ bộ Nam Ninh Bình, Bắc Thanh Hóa (khu vực dãy Tam Điệp, Biện Sơn) ngày 2/9/1973.

### Bão Louise (Huling)(bão số 7)
Bão số 7 (Louise) đổ bộ Cửa Ông, Quảng Ninh đêm 7/9/1973.

### Bão Marge (Ibiang)(bão số 8)
Bão Marge đổ bộ vào huyện Quỳnh Hải (Hải Nam) với cường độ gió 60m/s (215km/h, cấp 17), tương đương với cấp siêu bão trên thang đo của Trung Quốc theo Cục Khí tượng Trung Quốc. Một trạm khí tượng ở huyện Quỳnh Hải ghi nhận sức gió tăng lên 6 cấp trong vòng 42 phút, tốc độ gió duy trì đo trong 10 phút từ 03:30 đến 03:40 (giờ Trung Quốc) tại trạm đạt 23m/s (83km/h, cấp 9); từ 04:12 đến 04:22 tốc độ gió đo được đạt 48m/s (173km/h, cấp 15); trạm đo sau đó đã bị phá hủy và không thể ghi nhận được tốc độ gió tối đa; trị số khí áp mực nước biển đo tại trạm được hiệu chỉnh lại là 937,8hPa. Có tổng cộng 903 người đã chết tại đảo Hải Nam.
Bão số 8 (Marge) đổ bộ vào Nam Ninh Bình, Bắc Thanh Hóa (khu vực dãy Tam Điệp giáp 2 tỉnh) vào đêm 14 rạng sáng 15/9/1973 cũng với cường độ rất mạnh. Đây là cơn bão cuối cùng trong chuỗi 5 cơn bão, ATNĐ liên tiếp dồn dập ở Bắc Bộ năm 1973, gây thiệt hại nặng nề về mùa màng và hạ tầng ở miền Bắc.

### Bão Nora (Luming) (Bão số 9)
Một rãnh gió mùa đã sản sinh ra một áp thấp nhiệt đới trên vùng biển phía Đông Philippines trong ngày 1 tháng 10. Dưới dòng dẫn yếu, hệ thống đi lòng vòng về phía Tây, đến nơi có điều kiện thuận lợi cho phép nó tăng cường, đầu tiên là bão nhiệt đới trong ngày mùng 2, tiếp đến là bão cuồng phong trong ngày mùng 3. Nora tiếp tục di chuyển lên phía Tây Bắc, và mạnh lên rất nhanh trong hai ngày mùng 5 và mùng 6 thành một siêu bão với vận tốc gió 185 dặm/giờ. Khi đó, Nora có một áp suất trung tâm tối thiểu là 877 milibars, mức thấp kỷ lục từng ghi nhận vào thời điểm đó cùng với một cơn bão khác. Sau đó Nora suy yếu khi hướng về phía Tây Bắc, và nó tấn công Luzon trong ngày mùng 7 với vận tốc gió 115 dặm/giờ. Tiếp tục di chuyển theo hướng Tây Bắc, Nora với cường độ bão cấp 1 đã đổ bộ vào vùng Đông Nam Trung Quốc trong ngày mùng 10. Cơn bão đã khiến 18 người thiệt mạng cùng tổn thất là 2 triệu USD.

### Bão Opal(bão số 10)
Bão đổ bộ Quảng Ngãi, Bình Định (08/19/1973).

### Bão Patsy (Miling)(bão số 11)
Bão suy yếu ở vùng biển ven bờ Bình Trị Thiên, thành vùng thấp rồi đi vào đất liền các tỉnh này.

### Bão Ruth (Narsing)(bão số 12)
Đã có 27 người thiệt mạng khi bão Ruth đi qua Luzon trong ngày 15 tháng 10, và thiệt hại nó gây ra là 5 triệu USD. Ruth tiếp tục di chuyển về phía Tây Bắc, tấn công đảo Hải Nam và miền Bắc Việt Nam trong các ngày 19 và 20 rồi tan một thời gian sau. Bão đổ bộ Quảng Ninh ngày 20/10/1973 với cường độ mạnh cấp 10-11 và là cơn bão trái mùa ở khu vực Bắc Bộ trong điều kiện La Nina.

### Bão nhiệt đới Sarah(bão số 13)
VÀo ngày 12 tháng 11 hệ thống đã đi vào vịnh Bengal và trở thành một xoáy thuận nhiệt đới trên khu vực Bắc Ấn Độ Dương (37-73).
Bão Sarah đổ bộ vào Nam Trung Bộ.

### Bão nhiệt đới Thelma(bão số 14)
Bão Thelma là một trong những trận bão hiếm hoi vào miền Tây Nam Bộ trong tháng 11/1973, dù đã suy yếu thành ATNĐ trước khi vào đất liền.

## Tên bão
Năm 1973, bão nhiệt đới trên Tây Bắc Thái Bình Dương được đặt tên bởi Trung tâm Cảnh báo Bão Liên hợp (JTWC). Cơn bão đầu tiên được đặt tên là Wilda và cuối cùng là Vera.
| - Agnes - Bess - Carmen - Della - Elaine - Faye - Gloria - Hester - Irma - Judy - Kit - Lola - Mamie - Nina - Ora - Phyllis - Rita - Susan - Tess - Viola - Winnie | - Alice - Betty - Cora - Doris - Elsie - Flossie - Grace - Helen - Ida - June - Kathy - Lorna - Marie - Nancy - Olga - Pamela - Ruby - Sally - Therese - Violet - Wilda 01W | - Anita 02W - Clara 03W - Billie 04W - Dot 05W - Ellen 06W - Fran 07W - Georgia 08W - Hope 09W - Iris 10W - Joan 12W - Kate 13W - Louise 15W - Marge 16W - Nora 17W - Opal 18W - Patsy 19W - Ruth 20W - Sarah 21W - Thelma 22W - Vera 23W - Wanda | - Amy - Babe - Carla - Dinah - Emma - Freda - Gilda - Harriet - Ivy - Jean - Kim - Lucy - Mary - Nadine - Olive - Polly - Rose - Shirley - Trix - Virginia - Wendy |